# Årdala distrikt
Årdala distrikt är ett distrikt i Flens kommun och Södermanlands län. 
Distriktet ligger sydost om Flen. 

## Tidigare administrativ tillhörighet
Distriktet inrättades 2016 och utgörs av en del av området som Flens stad omfattade till 1971, delen som före 1965 utgjordes av socknen Årdala.
Området motsvarar den omfattning Årdala församling hade vid årsskiftet 1999/2000.